# Tapsi Hapsi – A gyalogkakukk története
A Tapsi Hapsi – A gyalogkakukk története, alcíme: Tapsi Hapsi és Gyalogkakukk (eredeti cím: The Bugs Bunny/Road Runner Movie) 1979-ben bemutatott amerikai rajzfilm, amelyet Chuck Jones és Phil Monroe rendezett. Az animációs játékfilm producere Chuck Jones. A forgatókönyvet Michael Maltese, Chuck Jones és John W. Dunn írta, a zenéjét Dean Elliott szerezte. A mozifilm a Warner Bros. Animation és a Chuck Jones Enterprises gyártásában készült, a Warner Bros. forgalmazásában jelent meg. Műfaja sci-fi filmvígjáték.
Amerikában 1979. szeptember 28-án mutatták be a mozikban. Magyarországon hangalámondással 1989-ben jelent meg VHS-en az Intervideo gondozásában, és két magyar szinkronos változat készült belőle, amelyekből az elsőt 1992. július 27-én az HBO-n vetítették le a televízióban, a másodikat 2006. március 14-én adták ki DVD-n, még VHS-en is.

## Cselekmény
A műsor egy válogatás a Bolondos dallamok-rendező Chuck Jones rajzfilmjei közül, leginkább a hajszák köré építve, összekötve ezeket Tapsi Hapsi megjegyzéseivel
A történet Tapsi Hapsi villájában kezdődik, ahol elmeséli milyen sokan üldözték már őt élete során. Ennek kapcsán elkezdi mesélni a hajszák történetét az őskortól fogva, ahol az ősemberek feltalálták ezt. Ezt végül a mozgókép feltalálásával folytatja, aztán a komédiák és a hajszákat mutató filmek megjelenésével, míg végül eljutunk az Elmer Fuddal való találkozásáig.
Később Tapsi egyik kalandját kezdi mesélni, amiben véletlenül felszáll egy űrhajóra és azon keresztül Marslakó Marvinhoz jut el. Marvin épp egy modulátor segítségével akarja felrobbantani a Földet, ami Tapsi sikeresen elcsen tőle. A marslakó egy halom vízre növő instant marsi madarat küld utána, de Tapsi mindannyiukat kicselezi, majd a modulátorral felrobbantja Marvin. Egy elkötött űrhajóval sikerül ezután visszatérnie a Földre, azonban egy halom instant marsi madarat is magával hoz, akik a csatornába zuhanva kezdenek megnőni.
A következő történet szintén Marvinhoz köthető, ám ezúttal Szuperdoddal került összetűzésbe. Szuperdodot ugyanis a Protekturátus titkára, Dr. Agybannagy megbízza azzal a feladattal, hogy derítse fel az X bolygót, amellyel pótolhatják a megcsappant illudiumkészletüket. Az űrhajós segédjével, Kadéttal együtt el is indul a bolygó keresésére, amit úgy találnak meg, hogy követik az ábécé többi bolygóját. Birtokba is vennék a bolygót a Föld nevében, ám ekkor megjelenik Marvin, aki a Mars nevében venné birtokba a bolygót. A két fél sorozatos összecsapásai hatására a bolygóból végül csak egy apró földterület marad meg, amit Szuperdod vesz birtokba. Ezután ismét Dodó lesz a főszereplő, ezúttal Robin Hoodként, ám folyamatos bénázása miatt a csapatához csatlakozni akaró Tag barát ezt nem hiszi el. Robin igyekszik bebizonyítani kilétét egy gazdag nemes kifosztásával, de folyton kudarcot vall, ezért végül feladja és ő is szerzetesnek áll. Ezek után A három testőr történetét adná elő, ám meggyűlik a baja az őt folyton nehéz helyzetbe hozó animátorral, akiről a végén kiderül, hogy mindvégig Tapsi volt.
Ezután egy újabb történetbe kerülünk, ahol Tapsi épp egy répafesztiválra igyekszik eljutni. Csakhogy rossz irányba fordult Albuquerque-nél, így végül egy bikaviadalra kerül. Ott a bika neki is megy, ám ezt Tapsi nem hagyja, és hossza csatározás után szépen le is rendezi a jószágot. Ezután egy Dodóval való kalandozásba tekinthetünk bele, ahol egy rossz irányba utazás miatt egy kincses barlangba jutnak. Dodó persze mindent magának akar, csakhogy a kincs tulajdonosa egy őrt hagyott ott, aki gátolja ebben. Tapsi sikeresen megmenti az őr karmai közül, ám Dodó megsért egy dzsinnt, aki megbünteti ezért. Időközben Tapsi eljut eredeti céljukhoz, egy tengerparthoz, ahol egy kagylóban gyöngyöt talál. Csakhogy a dzsinn után picivé vált Dodó ezt is magának akarja, ám Tapsi rázárja a kagyló héját.
A következő történetben Tapsi és Dodó a vadász Elmer Fuddal kerülnek összetűzésbe, akit különböző trükkökkel próbálnak átverni, hogy a másikat lője le. A történet során folyton azon vitáznak, hogy nyúl vagy kacsaidény van-e, de aztán kiderül, hogy Elmer idény van, így végül ők lesznek a vadászok. Az életét folyó hajszák után pedig egy szerelmi hajszába kerülünk a borz Pepe által, aki egy francia parfümboltba kerül be. A tulaj a macskájával akarja kizavarni őt, aki viszont egy fehér festék hatására borzkinézetet kap, Pepe pedig egyből beleszeret. A hajsza végén a macska vízbe kerül, így Pepe már nem ismeri fel. Ám a borz eközben kék festékbe esett, amitől a macska zúgott bele, így a hajsza folytatódik, csak éppen fordítva.
Az ezt követő történetben Tapsi épp zenélni próbálna, ám a próbáló operaénekest, Giovanni Jones-t ebben zavarja, és az úr elég durván adja jelét nemtetszésének. Tapsi ezt nem nézi túl jól és bosszút is áll az énekesen annak koncertjén, karmesternek álcázva magát. Ezután ő maga lesz énekes A Nibelung gyűrűje című Wagner-mű paródiájában, ahol a varázssisakos Elmer próbálja levadászni, ezúttal sikeresen, mivel Tapsi elmondása szerint egy opera nem érhet véget happy end-del.
Végül láthatjuk azt, amikor Tapsi összetűzésbe került Vilivel, a prérifarkassal, majd utána válogatott jelenetek következnek a Prérifarkas és a Gyalogkakukk hosszas hajszái közül. Végezetül Tapsi elbúcsúzik a nézőktől és megjegyzi, hogy milyen unalmas is lenne a világ hajszák nélkül.

## Szereplők
| Szereplő            | Magyar alámondás 1989 | Magyar hang               | Magyar hang                                | Leírás                                             |
| Szereplő            | Magyar alámondás 1989 | 1. magyar szinkron (1992) | 2. magyar szinkron (2006)                  | Leírás                                             |
| ------------------- | --------------------- | ------------------------- | ------------------------------------------ | -------------------------------------------------- |
| Tapsi Hapsi         | Harkányi Endre        | Bor Zoltán                | Bor Zoltán                                 | A szürke nyuszi.                                   |
| Dodó kacsa          | Usztics Mátyás        | Perlaki István            | Balázs Péter                               | A fekete kacsa.                                    |
| Elmer Fudd          | Józsa Imre            | Csankó Zoltán             | Csankó Zoltán                              | A bőrfejű vadász.                                  |
| Elmer Fudd          | Szombathy Gyula       | Csankó Zoltán             | Csankó Zoltán                              |                                                    |
| Cucu malac          | A tehetséges malac.   | Csankó Zoltán             | Csankó Zoltán                              |                                                    |
| Marslakó Marvin     | Csankó Zoltán         | Király Attila             | A fekete golyófejű marslakó.               |                                                    |
| Hassan              | Hankó Attila          | Faragó András             | A szultán erős embere, aki a kincset őrzi. |                                                    |
| Parfüm boltos       | Perlaki István        | Várkonyi András           | Parfüm bolt tulajdonosa.                   |                                                    |
| Pepe lö Pici        | Józsa Imre            | Bor Zoltán                | Jakab Csaba                                | A hölgy szerelmes borz.                            |
| Szultán             | Józsa Imre            | Csankó Zoltán             | Szinovál Gyula                             | A kapzsi király, aki a barlangba rejti a kincseit. |
| Dr. Agyban Nagy     | Józsa Imre            | Hankó Attila              | Varga T. József                            | A protektorátus titkára, SzuperDodó főnöke.        |
| Férfi a nézőtéren   | Józsa Imre            | Hankó Attila              | Pethes Csaba                               |                                                    |
| Dzsinn              | Józsa Imre            | Hankó Attila              | Forgács Gábor                              | A lámpa szelleme a kincses barlangban.             |
| Vili, a prérifarkas | Usztics Mátyás        | Csankó Zoltán             | Forgács Gábor                              | Az éhező prérifarkas.                              |
| Rendőr              | Usztics Mátyás        | Csankó Zoltán             | Szinovál Gyula                             | A francia rendőr.                                  |
| Elefánt             | Farkasinszky Edit     | Perlaki István            | Hegedűs Miklós                             | Az elefánt, aki nem szereti, ha valaki vadászik.   |
| Penelope cicus      | Farkasinszky Edit     | Fazekas Zsuzsa            | Németh Kriszta                             | A fekete nősténymacska, Pepe lö Pici hódolója.     |
| Nő a nézőtéren      | Farkasinszky Edit     | Fazekas Zsuzsa            | Grúber Zita                                |                                                    |
| Gyalogkakukk        | saját hangján         | saját hangján             | saját hangján                              | A világ leggyorsabb földikakukk madara.            |

## Összeállítások
A Bolondos dallamok részleteinek felhasználásával állították össze a filmhez.
| - Rabbit Seasoning (Egy rövid klip használatával) - Hare-Way to the Stars - Duck Dodgers in the 24½th Century - Robin Hood Daffy (rövidítve) - Duck Amuck - Bully for Bugs - Ali Baba Bunny - Rabbit Fire - For Scent-imental Reasons (rövidítve) - Long-Haired Hare (rövidítve) - What's Opera, Doc? - Operation: Rabbit (rövidítve) | - Hip Hip-Hurry! - Zoom and Bored - To Beep or Not to Beep (lasszós jelenet és katapultos jelenet) - Zip 'N Snort (Íjászos jelenet és óriás ágyús jelenet) - Guided Muscle (Íjászos jelenet és csúzlis jelenet) - Stop! Look! And Hasten! - Wild About Hurry (ACME óriás gumiszalagos jelenet) - Going! Going! Gosh! (Csúzlis jelenet és női járókelőnek álcázott prérifarkas) - Zipping Along - Whoa, Be-Gone! - Hot-Rod and Reel! - There They Go-Go-Go! (Trambulinos jelenet) - Scrambled Aches (Kőlavinás jelenet) - Fast and Furry-ous (Tekercsrugós jelenet) - Gee Whiz-z-z-z-z-z-z (ACME Batman jelmezes jelenet) - Hopalong Casualty (Földrengést okozó pirulás jelenet) - Beep Prepared |

## Televíziós megjelenések
Régi magyar szinkronnal az alábbi televíziókban vetítették le:
- HBO, TV3